# Andrzej II (książę Neapolu)
Andrzej II (? – zm. 840) był księciem Neapolu w latach 834–840.
W czasie swych rządów był w ciągłej wojnie z Longobardami i pozwolił księstwu Gaeta, swemu wasalowi, uniezależnić się pod władzą własnych konsulów.
We wrześniu 834 Andrzej zbuntował się przeciwko księciu Leonowi i usunął go uzurpując tron. Od razu zaprzestał płacenia trybutu Sicardowi księciu Benewentu. W odpowiedzi na to, Sicard oblegał Neapol od maja do lipca 835, ale w końcu zawarł pokój z księciem. Mimo to w 836 ponownie obległ Neapol. Andrzej okrył się hańbą pierwszego, który wezwał saraceńskich najemników na półwysep. Konsekwencje tego były dalekosiężne.
Podpisał 4 lipca 836 Pactum Sicardi z Sicardem oraz księstwem Amalfi i Sorrento. Zakładano pięcioletni rozejm, podczas którego kupcy z różnych greckich miast nadmorskich mogli swobodnie podróżować poprzez księstwo Benewentu nie niepokojeni. Jednakże wojna trwała nadal, szczególnie między Andrzejem a Sicardem. W 837 Andrzej ponownie wezwał Saracenów. Między lipcem a sierpniem 839 Sicard zmarł, a Andrzej stale obawiający się Longobardów, poprosił o pomoc Lotara I króla Włoch, który przysłał do Neapolu Contardusa. Z obawy przed Contardusem, Andrzej obiecał mu za żonę córkę Eupraksję wdowę po Leonie. Jednakże Andrzej odkładał ślub aż do marca 840, gdy Contradus powstał przeciwko niemu i go zabił, a następnie zajął jego miejsce jako uzurpator, tak jak on zrobił z Leonem.